# Passo della Borcola
Il passo della Borcola (1.206 m) è un passo alpino in provincia di Trento, che mette in comunicazione la provincia di Trento e la provincia di Vicenza fra la Val Posina e la Val Terragnolo e quindi con Rovereto. Il confine provinciale è posto nei pressi del rifugio Borcola, 350 m. a valle della linea di displuvio e del passo stesso. 
Rappresenta il naturale confine orientale del massiccio del Pasubio, che viene separato così dal vicino monte Maggio.